# 842 (szám)
A 842 (római számmal: DCCCXLII) egy természetes szám, félprím, a 2 és a 421 szorzata.

## A szám a matematikában
A tízes számrendszerbeli 842-es a kettes számrendszerben 1101001010, a nyolcas számrendszerben 1512, a tizenhatos számrendszerben 34A alakban írható fel.
A 842 páros szám, összetett szám, azon belül félprím, kanonikus alakban a 21 · 4211 szorzattal, normálalakban a 8,42 · 102 szorzattal írható fel. Négy osztója van a természetes számok halmazán, ezek növekvő sorrendben: 1, 2, 421 és 842.
A 842 négyzete 708 964, köbe 596 947 688, négyzetgyöke 29,01724, köbgyöke 9,44287, reciproka 0,0011876. A 842 egység sugarú kör kerülete 5290,44203 egység, területe 2 227 276,094 területegység; a 842 egység sugarú gömb térfogata 2 500 488 628,3 térfogategység.